# Raginpert
Raginpert (også Raghinpert, Reginbert; ? – 701) var en langobardisk konge af Italien der kortvarigt regerede i året 701.
Efter at kong Cunipert døde i år 700, var hans søn Liutpert udset som efterfølger. Men denne var stadig kun et barn, hvorfor (den senere konge) Ansprand agerede som hans værge. Raginpert benyttede sig af dette til at bemægtige sig tronen i år 701 hvor han afsatte kong Liutpert og satte hans egen søn Aripert op som tronfølger.
Ansprand satte sig til modværge mod Raginpert, og det kom til kamp hvor Raginpert og hans mænd (fra Piemonte) sejrede over Ansprand i et slag ved Novara i år 701 – men Raginpert, på trods af sejren, døde alligevel kort tid efter.
Han var søn af kong Godepert og barnebarn af af Aripert I. Han blev efterfulgt af hans søn Aripert 2.